# Björn Sieber
Björn Sieber (* 5. März 1989 in Egg im Bregenzerwald; † 26. Oktober 2012 in Schwarzenberg) war ein österreichischer Skirennläufer. Er war vor allem in der Kombination erfolgreich. Der Absolvent der Skihandelsschule Stams fuhr für den Skiclub seines Wohnortes Schwarzenberg in Vorarlberg.

## Biografie
Seine ersten FIS-Rennen bestritt Sieber im Dezember 2004, der erste Podestplatz folgte im Jänner 2006 in einem Slalom und der erste Sieg im März 2009 in einem Riesenslalom. Im Europacup ging er erstmals am 11. Jänner 2008 beim Super-G in Hinterstoder an den Start und erreichte auf Anhieb mit Platz 23 die ersten Punkte. Im nächsten Monat gewann er bei den Juniorenweltmeisterschaften im spanischen Formigal die Bronzemedaille im Super-G.
Im Oktober 2008 verletzte sich Sieber bei den Riesenslalom-Qualifikationsläufen für die Weltcuprennen in Sölden an der Schulter und musste acht Wochen pausieren. Im Jänner 2009 kehrte er wieder ins Renngeschehen zurück, im Februar kam er mit Platz sechs im Riesenslalom von Soldeu erstmals in einem Europacuprennen unter die besten zehn und im März gewann er bei den Juniorenweltmeisterschaften 2009 in Garmisch-Partenkirchen die Silbermedaille im Riesenslalom.
Ende November 2009 stand Sieber als Dritter des Riesenslaloms von Levi erstmals im Europacup auf dem Podest und zwei Wochen später feierte er im Riesenslalom von St. Vigil seinen ersten Sieg. Am Ende der Saison 2009/10 erreichte er den dritten Platz im Riesenslalomklassement. Aufgrund seiner Europacuperfolge durfte er am 13. Dezember 2009 beim Weltcup-Riesenslalom in Val-d’Isère an den Start gehen, schied jedoch im ersten Durchgang aus. Die ersten Weltcuppunkte erreichte er am 29. Jänner 2010 mit Rang 27 im ersten Riesenslalom von Kranjska Gora. Tags darauf erzielte er im zweiten Riesenslalom den 23. Platz.
Erstmals unter die besten 20 eines Weltcuprennens fuhr Sieber am 14. Jänner 2011 mit Platz 15 in der Super-Kombination von Wengen. Bei den Weltmeisterschaften in Garmisch-Partenkirchen startete er in der Super-Kombi (Platz 13) und im Riesenslalom (Platz 22), für den er nach der Verletzung von Hannes Reichelt nominiert worden war. Sein bestes Weltcupergebnis erzielte er am 26. Februar 2011 mit Platz 7 in der Super-Kombination von Bansko. Am Ende der Saison 2010/2011 wurde er Österreichischer Staatsmeister im Super-G. Nach zwei Jahren im A-Kader wurde Sieber nach dem Winter in die Nationalmannschaft des ÖSV aufgenommen, doch 2012 direkt in den B-Kader zurückversetzt. Sein bestes Weltcupergebnis der Saison 2011/2012 war ein elfter Platz in der Super-Kombination von Wengen.
Am 26. Oktober 2012 starb Sieber bei einem Autounfall in seinem Heimatort Schwarzenberg. Sein Bruder, der den Wagen fuhr, wurde dabei schwer verletzt.

## Erfolge

### Weltmeisterschaften
- Garmisch-Partenkirchen 2011: 13. Super-Kombination, 22. Riesenslalom

### Juniorenweltmeisterschaften
- Formigal 2008: 3. Super-G, 9. Riesenslalom, 12. Abfahrt
- Garmisch-Partenkirchen 2009: 2. Riesenslalom, 5. Abfahrt

### Weltcup
- 6 Platzierungen unter den besten 20

### Weltcupwertungen
| Saison  | Gesamt | Gesamt | Riesenslalom | Riesenslalom | Kombination | Kombination |
| Saison  | Platz  | Punkte | Platz        | Punkte       | Platz       | Punkte      |
| ------- | ------ | ------ | ------------ | ------------ | ----------- | ----------- |
| 2009/10 | 126.   | 12     | 42.          | 12           | -           | -           |
| 2010/11 | 81.    | 73     | 45.          | 10           | 16.         | 63          |
| 2011/12 | 93.    | 49     | -            | -            | 21.         | 49          |

### Europacup
- Saison 2009/10: 10. Gesamtwertung, 3. Riesenslalom
- 4 Podestplätze, davon 1 Sieg:

| Datum             | Ort       | Land    | Disziplin    |
| ----------------- | --------- | ------- | ------------ |
| 11. Dezember 2009 | St. Vigil | Italien | Riesenslalom |

### Weitere Erfolge
- Österreichischer Staatsmeister im Super-G 2011
- Österreichischer Jugendmeister im Riesenslalom 2006 und 2008
- 2 Siege in FIS-Rennen